# Sådan træner du din drage
Sådan Træner Du Din Drage er en amerikansk, 3D computer-animeret fantasyfilm fra 2010 produceret af DreamWorks Animation løst baseret på skotske Cressida Cowells børnebøger af samme titel fra 2003. Filmen er instrueret af Chris Sanders og Dean DeBlois, duoen som også stod bag Disneys Lilo & Stitch.
Historien foregår i en mytisk vikingeverden, hvor en ung teenager ved navn Hikke stræber efter at følge hans landsbys tradition med at dræbe drager. Da han endelig fanger sin første drage, og hermed har chancen for at få landsbyens respekt, har han ikke lyst til at dræbe den, men bliver i stedet venner med den.
Filmen blev en kommerciel succes, og var rost i skyerne af anmelderne,[kilde mangler] og indtjente næsten 500 millioner amerikanske dollars over hele verden. Den var nomineret til Academy Award for bedste animationsfilm og bedste musik, men tabte til Toy Story 3 og The Social Network. Filmen vandt ti Annie Awards, inklusiv Best Animated Feature.
Der er på nuværende tidspunkt to efterfølgere i produktion, begge skrevet og instrueret af Dean DeBlois, som skulle komme i 2014 og 2019. Filmens succes har også ledt til et videospil og en tv-serie.

## Handling
På Beserkø ligger en lille vikingelandsby, som bliver angrebet af drager, som stjæler deres husdyr. Hikke, høvdingen Havblik den Vældiges akavede søn, er ikke stærk nok eller i stand til at håndtere de våben, som vikingerne benytter til at bekæmpe dragerne. Han er i stedet meget god til at lave mekaniske opfindelser som praktikant hos smeden Gobert. Under et angreb mener Hikke at have ramt en Natskygge, en ekstremt farlig drage, som ingen nogensinde har set, og han finder den senere i en nærliggende skov, fanget i det net som han affyrede. Hikke prøver at slå den ihjel, men kan i sidste ende ikke gøre det, og skærer den fri. Natskyggen hopper ovenpå Hikke, hvorefter den brøler af ham, og forsvinder så.
Havblik samler en flåde, for at lede efter dragernes rede. Selvom han var imod at lade Hikke træne til at blive dragedræber, grundet hans svage muskulatur og at han ikke er gjort af det rette, får Gobert ham overbevist om, at det er dét bedste for ham. Så han kommer i træning sammen med andre børn fra landsbyen, hvilket inkluderer Astrid, som Hikke er forelsket i. Da Hikke hører, at drager altid vil forsøge at slå ihjel, begynder han at undre sig over, hvorfor Natskyggen ikke gjorde det, og tager tilbage for at finde dragen. Han finder den fanget i en lysning, ikke så langt fra stedet han først fandt den. Han opdager, at dragens hale er blevet beskadiget, og at den derfor ikke kan flyve ordentligt. Over noget tid, tilegner Hikke sig dragens tillid, og han begynder at holde af den. Han giver den navnet "Tandløs", da den er i stand til, at trække sine tænder tilbage. Han lave en protesehalefinde, som han selv er nødt til at styre, da Tandløs ikke selv kan bevæge den. Hikke benytter sig af alt det, som han har lært om dragers adfærd fra sin tid med Tandløs, når han er til træning, så det ser ud som om, han besejrer dragerne, og bliver en mønsterelev, hvilket gør Astrid meget utilfreds. På grund af at han er så god, bliver det besluttet, at han skal kæmpe imod, og dræbe, en drage, mens hele landsbyen ser på. Samtidigt vender flåden tilbage uden succes.
Astrid opdager, at Hikke træner Tandløs, men inden hun når at fortælle landsbyen om det, tager Hikke Astrid med ud at flyve på Tandløs. Hun starter med at være meget bange, da Tandløs flyver på vildeste manér, men ændrer det til en rolig flyvetur, da Astrid skifter attitude, og undskylder. Derefter begynder hun at acceptere situationen og Tandløs. Pludseligt slutter Tandløs sig til en flok drager, og tager dem med til dragernes rede, hvor de opdager en kæmpestor drage, som agerer som dragernes dronning. Dragen spiser den mad, som de mindre drager bringer med tilbage. Hvis de ikke bringer nok mad, så spiser den gigantiske drage dem. Astrid, Hikke og Tandløs stikker hurtigt af tilbage til Beserkø. Astrid vil gerne fortælle resten af byen om Tandløs og dragernes rede, men Hikke vil gerne holde det hemmeligt, for at beskytte Tandløs.
Dagen efter skal Hikke op til sin endelige eksamen, hvor han skal dræbe en drage. Han prøver at vise landsbyen, at drager ikke er deres fjender, men Havblik slår sin hammer ind i en jernstang, som får dragen til at angribe. Dette hører Tandløs, som kommer Hikke til undsætning, men bliver fanget af vikingerne. Da Hikke prøver at forklare sig, afslører han ved et uheld, at Tandløs kan føre dem til dragernes rede. Han prøver at fortælle sin far, at det ikke er dragernes skyld, men deres dronning, men Havblik lytter ikke efter. Han siger så, at Hikke ikke er en viking, og at han heller ikke er hans søn længere, hvorefter han tager Tandløs med på sin flåde, så han kan vise vej, til dragernes rede. Efter at have talt med Astrid, kommer Hikke op med en plan, hvor han ved hjælp af de andre børn og dragerne fra træning kan redde vikingerne.
Da Hikke og de andre ankommer, har dragen brændt alle skibene, og skal til at gøre det af med Havblik og Gobert. Hikkes venner distraherer dragen, mens Hikke forsøger at frigøre Tandløs. Men da det skib, som Tandløs er lænket til, synker, er de begge ved at drukne, men de bliver begge reddet af Havblik. Herefter får Hikke og Tandløs lokket den kolossale drage i luften, for herefter at skade dens vinger, og tvinge den til at falde ned til jorden, hvor den dør i en kæmpe eksplosion. Mens de prøver at undvige den styrtende drage, falder Hikke ned mod flammerne, og Tandløs følger efter, for at beskytte ham. Havblik finder Tandløs, som har Hikke tilskadekommet og ubevidst, men sikkert beskyttet, i sine vinger.
Hikke vågner op på Berserkø, hvor han opdager, at noget af hans ben er blevet amputeret og erstattet med en protese lavet af Gobert. Han er opstemt, da han træder udenfor, hvor han ser vikingerne og dragerne arbejde sammen, om at genopbygge landsbyen. Filmen slutter med, at krigen mellem vikingerne og dragerne endelig er forbi, og Hikke og hans venner flyver om kap på deres drager.

## Medvirkende
| Rolle                         | Original stemme          | Dansk rolle                      | Dansk stemme           |
| ----------------------------- | ------------------------ | -------------------------------- | ---------------------- |
| Hiccup Horrendous Haddock III | Jay Baruchel             | Hikke Harald Håkonson den tredje | Robert Hansen          |
| Astrid Hofferson              | America Ferrera          | Astrid                           | Özlem Saglanmak        |
| Stoick the Vast               | Gerard Butler            | Havblik den Vældige              | Peter Aude             |
| Gobber                        | Craig Ferguson           | Gorbert                          | Niels Olsen            |
| Snotlout Jorgenson            | Jonah Hill               | Snotfjæs                         | Niclas Mortensen       |
| Fishlegs Ingerman             | Christopher Mintz-Plasse | Fiskeben                         | Rasmus Ellersgaard     |
| Ruffnut Thorston              | Kristen Wiig             | Benknold Thorskal                | Sasia Mølgaard         |
| Tuffnut Thorston              | T.J. Miller              | Stenknold Thorskal               | Julian Eliot Kellerman |

## Efterfølgere
Det blev den 27. april 2010 bekræftet, at der ville komme en sequel til filmen. Efterfølgeren, der får titlen Sådan træner du din drage 2 er skrevet og instrueret af Dean DeBlois, medinstruktøren fra den først film. Bonnie Arnold, som var producer på den først film, vender også tilbage sammen med Chris Sanders, som også var medinstruktør på den først film, men som chefproducer denne gang. Filmen har premiere i de amerikanske biografer den 13. juni 2014. Derudover blev det også annonceret, at alle skuespillerne fra den første film ville vende tilbage i efterfølgeren
En tredje film er også blevet bekræftet, og den skulle være klar i år 2019 juni,[kilde mangler] atter med DeBlois som instruktør og forfatter, Bonnie Arnold som producer og Chris Sanders som chefproducer. Og igen vender alle de tidligere skuespillere tilbage.[kilde mangler]

## Andre medier

### Kortfilm
Der er blevet udgivet tre kortfilm, som alle foregår after handlingen fra den først film. En fjerde kortfilm vil bliver vist tidligt i 2014.
| Engelsk titel                    | Dansk titel                   | Premiere          |
| -------------------------------- | ----------------------------- | ----------------- |
| Legend of the Boneknapper Dragon | Legenden om Dragen Bensnapper | 14. oktober 2010  |
| Book of Dragons                  | Dragehåndbogen                | 15. november 2011 |
| Dragons: Gift of the Night Fury  | Drager: Natskygges Gave       | 15. november 2011 |

### Tv-serie
Cartoon Network i USA begyndte i efteråret 2012 at sende en tv-serie, som begynder kort efter den første film. I de to første sæsoner af serien følger man Hikke og hans venner, alt imens de lærer mere om dragerne, opdager nye, lærer andre at føle sig trygge omkring dragerne, tilpasser deres traditioner til dragerne og bekæmper deres fjende, mens de udforsker verden. Hikke er blevet udnævnt til leder af det nye Drageakadami. Der er blevet annonceret en tredje sæson af serien, men i modsætning til de tidligere sæsoner kommer den efter sigende til at foregå kort inden den anden film. I Danmark kan serien opleves på Cartoon Network og DR Ultra. Fra og med 3. sæson offentliggøres serien på Netflix i stedet for på Cartoon Network
Sæsoner i kronologisk rækkefølge:
| nr. | Engelsk titel              | Dansk titel                          | Først sendt        | Sidst sendt    |
| --- | -------------------------- | ------------------------------------ | ------------------ | -------------- |
| 1   | Dragons: Riders of Berk    | Dragerytterne fra Berserkø           | 7. august 2012     | 20. marts 2013 |
| 2   | Dragons: Defenders of Berk | Dragerytterne: Berserkø's Beskyttere | 19. september 2013 | 5. marts 2014  |
| 3   | Dragons: Race to the Egde  | Dragerytterne: Kapløb til kanten     | 26. juni 2015      | Stadig uvist   |
| 4   | Unavngiven sæson           | Endnu ikke offentliggjort            | Stadig uvist       | Stadig uvist   |

### Computerspil
Med filmen fulgte der også et action adventure spil, udgivet af Activision, som bare hedder How To Train Your Dragon, til Wii, Xbox 360, PS3 og Nintendo DS. Spillet er løst baseret på filmen. School of Dragon, et online 3D gratisspil, blev udgivet den 17. juli 2013. Spillet er tilgængeligt på PC, Android og iOS.

### Skøjteshow
Royal Caribbean's Allure of the Seas har fremført et skøjteshow baseret på filmen, som hedder How To Train Your Dragon ON ICE.

### Arenashow
How To Train Your Dragon Arena Spectacular er et skuespil baseret på den første film, og havde akrobater, projektører og 24 mekaniske drager med.